# Parlamentswahl in Italien 1897
- PSI: 15
- Estrema
Sinistra: 42
- PRI: 25
- Sinistra: 327
- PLC: 99

Die Parlamentswahl in Italien 1897 fand am 21. März und am 28. März 1897 statt.
Die Legislaturperiode des gewählten Parlaments dauerte vom 5. April 1897 bis zum 18. März 1900.

## Ergebnisse
2.120.909 Personen (6,6 % der Bevölkerung) besaßen das Wahlrecht. Davon beteiligten sich 1.241.486 (58,5 %) an der Wahl.
| Partei                          | Anzahl der Stimmen | %      | Mandate |
| ------------------------------- | ------------------ | ------ | ------- |
| Historische Linke               | 799.517            | 64,4 % | 327     |
| Partito Liberale Costituzionale | 242.090            | 19,5 % | 99      |
| Partito della Democrazia        | 103.043            | 8,3 %  | 42      |
| Partito Repubblicano Italiano   | 60.833             | 4,9 %  | 25      |
| Partito Socialista Italiano     | 37,245             | 3,0 %  | 15      |
| Insgesamt                       | 1.241.486          | 100    | 508     |